# 송린중학교
송린중학교(松隣中學校)는 대한민국 경기도 화성시 새솔동에 있는 공립 중학교이다.

## 학교 연혁
- 2018년 1월 12일 : 송린중학교 설립인가(5학급)
- 2018년 3월 1일 : 송린중학교 개교
- 2018년 3월 1일 : 제1대 황병렬 교장 취임
- 2018년 3월 2일 : 제1회 입학식(2학급 10명 입학)
- 2019년 1월 4일 : 제1회 졸업식(24명)
- 2024년 1월 5일 : 제6회 졸업식(10학급 278명)
- 2024년 3월 1일 : 제4대 정미자 교장 취임
- 2024년 3월 4일 : 제7회 입학식(15학급 421명 입학)

## 참고 자료
- 송린중학교 - 한국교육학술정보원 학교알리미